# 神农箭竹
神农箭竹（学名：Fargesia murielae）为禾本科箭竹属下的一个种。

## 形态特征
竿高1-5米，粗5-14毫米，梢端直立；节间长15-23厘米，圆筒形，幼时微被白粉，稍显纵向细线棱纹，竿壁厚1.5-2.5毫米，髓呈锯屑状；箨环隆起；竿环平坦或微隆起；节内长4-5毫米，幼时被白粉。竿芽长卵形，边缘密生灰色或灰黄色短纤毛。枝条在竿节以3-10枝簇生，上举，直径仅为1-1.5毫米，实心。箨鞘宿存乃至迟落，革质，长圆形，顶端圆形，背面无毛或稀上部近边缘偶有灰色小刺毛，纵肋明显，小横脉通常不发达，边缘初时具黄褐色短纤毛；箨耳及鞘口繸毛俱缺；箨舌圆拱形或近截形，无毛，极低矮，高仅0.5-1毫米；箨片外翻，三角形、长三角形或线形，无毛，平直或竿下部箨者微内卷，基部远较箨鞘顶端为窄，边缘近于平滑。小枝具1-2(6)叶；叶鞘长2.8-3.5厘米，边缘无纤毛；叶耳无，鞘口两肩幼时各具长为1-3毫米微弯曲之黄褐色繸毛1-5条；叶舌截形，无毛，高约1毫米；叶柄长2-3毫米；叶片披针形，较硬，长6-10厘米，宽8-12毫米，基部阔楔形或近圆形，下表面灰绿色，两面均无毛，次脉3或4对，小横脉可见，叶缘之一侧具小锯齿而略粗糙，另一侧则近于平滑。花枝未见。笋期5月。

## 产地生境
产湖北神农架。生于海拔2800-3000米的冷衫林下或灌木丛中。模式标本采自湖北房县。

## 主要价值
笋可食用。本种在欧洲庭园中普遍栽培，是欧洲引种中国高山竹类最成功的一种。